# نیمفومانیاک
نیمفومانیاک (انگلیسی: Nymphomaniac؛ که به‌صورت Nymph()maniac هم نوشته شده) یک فیلم درام دو قسمتی نوشته و ساختهٔ لارس فون تریه و با بازیگری شارلوت گنزبور است که در سال ۲۰۱۳ منتشر شد.
این آخرین بخش سه‌گانه افسردگی فون تریر است که دو بخش قبلیش ضدمسیح و مالیخولیا بودند.